# Inhibine
L’inhibine est une hormone peptidique.

C'est une glycoprotéine principalement synthétisée par les cellules de Sertoli chez le mâle et par les cellules de la granulosa chez la femelle.

## Fonctions ou effet
Chez certains insectes comme l'abeille, on a montré que l'inhibine jouait un rôle de biocide naturel (antibactérien) dans le miel. Elle est produite aussi par les cellules de la thèque interne.
L'inhibine inhibe spécifiquement, au niveau de l'hypophyse antérieure, la synthèse de la sous-unité bêta de l’hormone folliculo-stimulante (FSH) et la libération de celle-ci induite par la gonadolibérine (GnRH).

Elle participe à la régulation du cycle menstruel, avec deux inhibines :
- inhibine A (ou alpha) produite pendant la 2e phase du cycle ovarien ;
- inhibine B (ou bêta ou β) produite pendant la 1re phase du cycle.

L'inhibine β est aussi un marqueur hormonal de l'effet délétère des cryptorchidies sur la spermatogenèse.

Des chercheurs ont trouvé une corrélation entre spermatogenèse diminuée, moindre volume des testicules et faible teneur d'inhibine β chez l'adulte et le fait pour cet adulte d'avoir été exposé à une cryptorchidie dans son enfance.
Effet endocrine : baisse de la production de FSH mais la traduction des ARNm de βFSH est réprimée par l’inhibine de blocage de l’action de GnRH et de la régulation des sites fixateurs de GnRH.
Effet paracrine : favorise la production d’androgène (cellules de Leydig), ralentit l’activité aromatasique (transformation de testostérone en œstradiol) et diminue la mitose des cellules germinales.

## Caractéristiques

### Structure
Les inhibines sont des hétérodimères (c'est-à-dire qu'elles sont composées de deux sous-unités différentes). Elles sont formées d'une sous-unité α de 18kDa associée à une sous-unité β (de type βA ou βB).
Il existe donc deux types d'inhibines :
- l'inhibine A composé de la sous-unité α et de la sous-unité βA ;
- l'inhibine B composé de la sous-unité α et de la sous-unité βB.

### Circulation sanguine
Les inhibines (ainsi que les activines) circulent dans le sang, liées à deux protéines : l'α2-macroglobuline et la follistatine.

## Activine
L'activine est un peptide apparenté qui agit à l'inverse de l'inhibine.